# Сомборски олимпијци
Сомборски олимпијци, првобитно објављена 1984. године под насловом Сомборски олимпијци : 1924-1984 стручна је монографија аутора Душана Колинџије. Друго измењено и допуњено издање објављено је 2012. године у издању Покрајинског секретаријата за спорт и омладину из Новог Сада под насловом Сомборски олимпијци.

## О аутору
Душан Колунџија (1947) је рођен у Сомбору, где је завршио основну и средњу школу, а студије у Новом Саду. 40 година је био новинар, највећи део радног века пратећи спорт. Добитник је бројних признања од којих је посебно знначајно "Златно перо" Секције спортских новинара Војводине, Награда "Јован Микић Спартак", специјална повеља Рвачког савеза Србије и плакета за публицистику Општинског спортског савеза.

## О књизи
Аутор књиге Сомборски олимпијци је чак шест пута је био ТВ репортер на олимпијским играма и тако и званично био део ове велике манифестације. Књига доноси текстове о сомборским олимпијцима, свима који су учествовали почев од првих 1924. године у Паризу па до 2012. када је књига и објављена. Критеријуми по ком су се нашли у књизи су: рођени у сомборској општини, чланови неког сомборског клуба или су само део спортске каријере или живота провеле у овој средини. Укупно 41 олимпијац је нашао место у овој књизи. На олимпијским играма наступали су за Југославију, Мађарску, Немачку, Аустралију и Србију.
Прикупљање грађе за ову књигу трајало је неколико деценија. До многих података је било веома тешко доћи из више разлога - неки од спортиста су се одавно одселили из Сомбора, чак и на други континент, други су оставили мало писаних трагова о свом животу.
Осим што је описао шта се дешавало на Играма, аутор је донео и биографије сваког поједнинца као и занимљиве детаље из њиховог живота. Осим што су били спортисти они су били и професори, доктори наука, полиглоте, шахисти, сликари, музичари...